# Awa Traoré
 (juillet 2023).
Si vous disposez d'ouvrages ou d'articles de référence ou si vous connaissez des sites web de qualité traitant du thème abordé ici, merci de compléter l'article en donnant les références utiles à sa vérifiabilité et en les liant à la section « Notes et références ».
Pour les articles homonymes, voir Traoré.
Awa Traoré, née en 1980 au Mali, est une cinéaste, actrice, réalisatrice, compositrice et écrivain malienne,.

## Études
Diplômée en sociologie. En 2008, Awa Traoré a fait un master documentaire à l’université Gaston Berger de Saint Louis au Sénégal et La fille au foulard est son film de fin d’étude.

## Carrière
Awa Traoré a commencé sa carrière avec le film L'Enfant noir en 1995. Puis elle a joué le rôle de chasseuse dans le court métrage Denko réalisé en 1993 par Mohamed Camara . Le film a été salué par la critique et a remporté le Grand Prix au Festival international du court-métrage de Clermont-Ferrand, le prix du meilleur court-métrage au Festival international du film de Fribourg et le prix Golden Danzante au Festival du film de Huesca. Elle a réalisé un documentaire intitulé Waliden, enfant d’autrui.

## Filmographie
| An   | Film                              | Rôle                     | Genre                              | Réf.  |
| ---- | --------------------------------- | ------------------------ | ---------------------------------- | ----- |
| 1995 | L'Enfant noir                     | Actrice : La chasseresse | Long métrage                       |       |
|      | Denko                             | Actrice : La chasseresse | Court métrage                      |       |
| 2008 | Waliden, enfant d’autrui          |                          | Documentaire                       |       |
| 2008 | Notre pain capital                | Compositeur              | Court métrage documentaire         |       |
| 2009 | Oumou Sangaré, un destin de femme |                          | Court métrage documentaire         | [ 6 ] |
| 2011 | Une journée avec                  | Réalisateur, écrivain    | Documentaire de la série télévisée |       |
| 2011 | Correspondances                   | Directeur assistant      | Documentaire                       |       |